# جلين بلامر
جلين بلامر (بالإنجليزية: Glenn Plummer)‏ (و. 1961 – م) هو ممثل، وممثل تلفزيوني، من الولايات المتحدة الأمريكية، ولد في ريتشموند، كاليفورنيا.

## وصلات خارجية
- جلين بلامر على موقع IMDb (الإنجليزية)
- جلين بلامر على موقع ألو سيني (الفرنسية)
- جلين بلامر على موقع ميوزك برينز (الإنجليزية)
- جلين بلامر على موقع أول موفي (الإنجليزية)
- جلين بلامر على موقع قاعدة بيانات الأفلام السويدية (السويدية)
- جلين بلامر على موقع إن إن دي بي (الإنجليزية)
- جلين بلامر على موقع قاعدة بيانات الفيلم (الإنجليزية)
- جلين بلامر على موقع كينوبويسك (الروسية)